# Stirexephanes kulingensis
Stirexephanes kulingensis là một loài tò vò trong họ Ichneumonidae.